# Caresana
Caresana (deutsch Katzendorf, piemontesisch Carsan-a) ist eine Gemeinde in der italienischen Provinz Vercelli (VC), Region Piemont.

## Lage und Einwohner
Caresana liegt 16 km südöstlich von Vercelli und hat 1054 Einwohner (Stand 31. Dezember 2024). Die Nachbargemeinden sind Langosco, Motta de’ Conti, Pezzana, Rosasco, Stroppiana und Villanova Monferrato.
Das Gemeindegebiet umfasst eine Fläche von 23 km².

## Persönlichkeiten
- Antonio Sella (1909–1994), Radrennfahrer